# Limon (Colorado)
Limon é uma cidade  localizada no estado americano do Colorado, no Condado de Lincoln.

## Demografia
Segundo o censo americano de 2000, a sua população era de 2071 habitantes.
Em 2006, foi estimada uma população de 1817, um decréscimo de 254 (-12.3%).

## Geografia
De acordo com o United States Census Bureau tem uma área de
4,8 km², dos quais 4,8 km² cobertos por terra e 0,0 km² cobertos por água.

## Localidades na vizinhança
O diagrama seguinte representa as localidades num raio de 48 km ao redor de Limon.